# Anuak jezik
Anuak jezik (anyuak, anywa, anywak, dho anywaa, jambo, nuro, yambo; ISO 639-3: anu), nilotski jezik koji čini posebnu podskupinu unutar sjeverne skupine luo jezika. Govori ga oko 97 000 ljudi u Etiopiji (45 600; 1994. popis) i Južnom Sudanu 52 000; 1991. UBS). Većina govornika živi u provinciji Gornji Nil uz rijeke Pibor i donji Akobo u Južnom Sudanu, a u Etiopiji uz rijeke Baro, Alworo i Gilo, i uz desnu obalu Akoba.
U Etiopiji se govore dijalekti adoyo, coro, lul i opëno. Glavno gradsko središte je Gambela. Priapdnici etničke grupe zovu se Anuak.

## Vanjske poveznice
- Ethnologue (14th)
- Ethnologue (15th)